# Firmin Flamand
Firmin Flamand war ein belgischer Bogenschütze.
Flamand startete sehr erfolgreich bei den Olympischen Spielen 1920 in Antwerpen. Bei vier Wettbewerben gewann er zweimal mit der Mannschaft Gold – allerdings nahm auch nur das belgische Team teil; in den Einzelwettbewerben gelangen ihm eine Bronzemedaille und ein vierter Rang.